# العلاج بالطبيعة

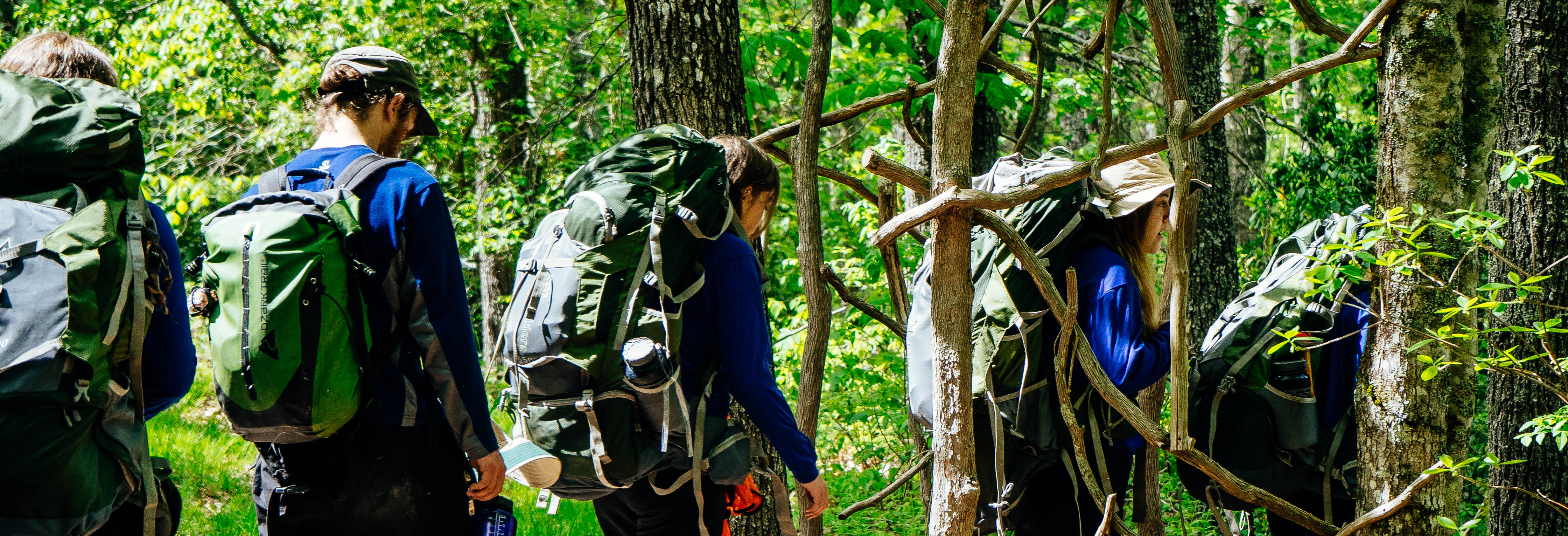
رحالة في برنامج علاج بالطبيعة

العلاج بالطبيعة أو العلاج في البرية، المعروف أيضًا باسم الرعاية السلوكية في الهواء الطلق، هو خيار علاجي للاضطرابات السلوكية، وتعاطي المخدرات، وقضايا الصحة النفسية لدى المراهقين.حيث يقضي المرضى وقتًا في العيش في الهواء الطلق مع أقرانهم. أدت تقارير عن سوء المعاملة والوفيات وعدم وجود أبحاث حول الفعالية إلى جدل، ولا يوجد دليل قاطع على فعاليته في علاج هذه الاضطرابات السلوكية، وتعاطي المخدرات، وقضايا الصحة النفسية لدى المراهقين.
يُستخدم مصطلح "العلاج بالطبيعة" أحيانًا بالتبادل مع "دورات التحدي، والعلاج القائم على المغامرة، وبرامج تجربة البرية، والعلاج بالطبيعة، والتخييم العلاجي، والعلاج بالترفيه، والعلاج في الهواء الطلق، والعلاج في الهواء الطلق ومعسكرات المغامرة". أدى عدم وجود تعريف متسق إلى مشاكل في مقارنة الدراسات حول فعالية البرامج. لمعالجة ذلك، يُقدَّم تعريف متكامل لبرنامج العلاج في البرية على أنه برنامج "يستخدم أنشطة المغامرة في الهواء الطلق، مثل المهارات البدائية والتأمل، لتعزيز النمو الشخصي والاجتماعي". يميز الباحث فيرني وزملائه العلاج في البرية عن العلاج بالمغامرة من خلال وضعه في بيئات برية حيث يصبح الموقع والبعد جزءًا أساسيًا من الإجراء، بينما يفصل أيضًا العلاج في الطبيعة عن الأشكال الأخرى من البرامج السلوكية القائمة على البرية من خلال "الأساليب السريرية والعلاجية" التي يتم تطبيقها.
يعود جزء من عدم وجود تعريف موجز إلى البيئات المختلفة التي تطورت فيها هذه العلاجات: على سبيل المثال، داخل الولايات المتحدة، يمكن اعتبار أن العلاج في البرية نشأ من معسكرات الشباب والتعليم التجريبي؛ في الدول الإسكندنافية، يرتبط النهج بتقاليد الحياة في الهواء الطلق؛ في أستراليا وكندا، يرتبط بشكل أكبر بممارسات الشعوب الأصلية هناك.

## النماذج
في ورقتهم البحثية عام 2020 بعنوان "تحليل تلوي لآثار العلاج في البرية على السلوكيات المنحرفة بين الشباب"، يقدم الباحثون ناتالي بيك وجينيفر وونغ ثلاثة نماذج للعلاج في البرية: نموذج الرحلة الاستكشافية، الذي يستغرق عمومًا أقل من 8 أسابيع؛ نموذج المعسكر الأساسي، حيث يقيم النزلاء في موقع مركزي ولكنهم ينخرطون في "رحلات برية قصيرة"؛ ونموذج طويل الأجل، حيث ينخرط العملاء في رحلات برية ولكنهم يبقون في برنامج إقامة. في نموذج الرحلة الاستكشافية، يخضع العملاء لرحلة مشي طويلة، ويقيمون معسكرات في مواقع مختلفة حيث يتم تعليمهم مهارات البقاء على قيد الحياة. مع نهج المعسكر الأساسي، يقيم العملاء في منشأة مركزية، لكنهم يقومون برحلات برية من ذلك الموقع يمكن أن تستمر لعدة أيام. أخيرًا، عند استخدام النموذج طويل الأجل، يقيم العملاء في "معسكر ريفي" لفترة طويلة - قد تصل إلى عامين - و "يتم إدخال عنصر بري في الأنشطة اليومية أو في بيئة المنشأة".
يقع عدد كبير من هذه البرامج في الولايات المتحدة في ولاية يوتا. تم الإبلاغ على نطاق واسع عن حوادث سوء المعاملة المزعومة والمؤكدة ووفاة الشباب في العديد من هذه البرامج.

## التاريخ
بدأت العديد من البرامج في غرب الولايات المتحدة العمل في السبعينيات. بدأ بعضها من قبل طلاب سابقين في جامعة بريغهام يونغ مثل برنامج أكاديمية أسبن للإنجاز و مدرسة البقاء على قيد الحياة في المناطق الحضرية والبرية التي تقع في ولاية أيداهو.

## الفعالية
يقول النقاد إن فعالية العلاج في البرية غير واضحة، وأن هناك حاجة إلى مزيد من الدراسات العلمية. في الواقع، أدت العديد من الدراسات التي أُجريت إلى استنتاجات غامضة. وجد تحليل تلوي لنتائج عملاء الدفع الخاص عبر 36 دراسة مختلفة أن ما يقرب من نصف المشاركين أبلغوا عن نمو إيجابي في صفات مثل احترام الذات، وموضع التحكم، والملاحظات السلوكية، والفعالية الشخصية، والمقاييس السريرية، والمقاييس الشخصية، بينما لم يبلغ النصف الآخر عن أي تغيير على الإطلاق.
خلص أحد التحليلات التلوية إلى أن العلاج في البرية قد يقلل من السلوكيات المنحرفة بين المشاركين الشباب. اقترح تحليل آخر أنه بالنسبة للناجين من سرطان الأطفال، يمكن لبرامج العلاج في البرية أن تزيد من المشاركة الاجتماعية، واحترام الذات، والثقة بالنفس، والفعالية الذاتية، والدعم الاجتماعي، والنشاط البدني، وقد تقلل من انزعاجهم والضيق النفسي. ومع ذلك، فإن غالبية المقالات المدرجة في التحليل لم تقيّم قضايا السلامة المحتملة للمشاركين في البرامج البرية، وأوصى المؤلفون بإجراء مزيد من التحقيق في الآثار الجانبية المحتملة.
في حين أن هناك غالبًا ادعاءات بنجاح العلاج، فإن معظم المشاركين في برامج العلاج في البرية لا يعودون إلى منازلهم بعد اكتمال البرامج، بل يظلون في مؤسسات في برامج علاجية أخرى.